# Хичаури
Хичаури (груз. ხიჭაური) — село в Грузии, в горной Аджарии, расположено в Шуахевском муниципалитете. Омывается двумя реками — Аджарисцкали и Чванисцкали. Население села по переписи 2014 года составляет 630 человек
На территории селения есть Храм и Университет. Красивое ущелье венчает разрушенная крепость времен царицы Тамары. В двух километрах вниз по течения есть каменный мост через реку Аджарисцкали времен царицы Тамары.
23 марта 1970 в селе Хичаури Аджарской АССР родился Сидоров, Виталий Витальевич -  советский, украинский и российский легкоатлет, занимавшийся метанием диска и толканием ядра, участник двух летних Олимпиад (1996 и 2000). 